# Collegio di Louth and Horncastle
Louth and Horncastle è un collegio elettorale inglese situato nel Lincolnshire, nelle Midlands Orientali, rappresentato alla Camera dei comuni del Parlamento del Regno Unito. Elegge un membro del parlamento con il sistema first-past-the-post, ossia maggioritario a turno unico; l'attuale parlamentare è Victoria Atkins del Partito Conservatore, che rappresenta il collegio dal 2015.

## Estensione

Louth and Horncastle dal 2010 al 2024

- 1997-2010: i ward del distretto di East Lindsey di Alford, Chapel St Leonards, Coningsby, Donington on Bain, Fotherby, Grimoldby, Halton Holegate, Hogsthorpe, Holton le Clay, Horncastle, Hundleby, Legbourne, Mablethorpe, Mareham le Fen, Marshchapel, New Leake, North Holme, North Somercotes, North Thoresby, Partney, Priory, Roughton, St James', St Margaret's, St Mary's, St Michael's, Spilsby, Sutton and Trusthorpe, Tattershall, Tetford, Tetney, Theddlethorpe St Helen, Trinity, Willoughby with Sloothby, Withern with Stain e Woodhall Spa.
- 2010-2024: i ward del distretto di East Lindsey di Alford, Binbrook, Chapel St Leonards, Coningsby and Tattershall, Grimoldby, Halton Holegate, Holton le Clay, Horncastle, Hundleby, Legbourne, Ludford, Mablethorpe Central, Mablethorpe East, Mablethorpe North, Mareham le Fen, Marshchapel, North Holme, North Somercotes, North Thoresby, Priory, Roughton, St James’, St Margaret’s, St Mary’s, St Michael’s, Skidbrooke with Saltfleet Haven, Spilsby, Sutton on Sea North, Sutton on Sea South, Tetford, Tetney, Trinity, Trusthorpe and Mablethorpe South, Willoughby with Sloothby, Withern with Stain e Woodhall Spa.
- dal 2024: i ward del distretto di East Lindsey di Alford; Binbrook; Coningsby and Mareham; Fulstow; Grimoldby; Hagworthingham; Halton Holegate; Holton-le-Clay & North Thoresby; Horncastle; Legbourne; Mablethorpe; Marshchapel and Somercotes; North Holme; Priory & St. James’; Roughton; St. Margaret’s; St. Mary’s; St. Michael’s; Spilsby; Sutton on Sea; Tetford and Donington; Tetney; Trinity; Withern and Theddlethorpe; Woodhall Spa e Wragby.[1]

Storia dei confini
Dal 1885 al 1983 Louth e Horncastle esistettero separatamente come collegi elettorali; nel 1983 Horncastle fu spostato nel nuovo Gainsborough and Horncastle, mentre Louth fu inglobato nel nuovo East Lindsey. I confini rimasero gli stessi fino al 1997, quando fu costituito l'attuale collegio di Louth and Horncastle.

## Membri del parlamento
| Elezione | Elezione        | Deputato      | Partito      |
| -------- | --------------- | ------------- | ------------ |
|          | 1997            | Peter Tapsell | Conservatore |
| 2015     | Victoria Atkins |               | Conservatore |

## Elezioni

### Elezioni negli anni 2020
| Partito                    | Partito                                   | Candidato                  | Risultati 4 luglio 2024 | Risultati 4 luglio 2024 |
| Partito                    | Partito                                   | Candidato                  | Voti                    | %                       |
| -------------------------- | ----------------------------------------- | -------------------------- | ----------------------- | ----------------------- |
|                            | Conservatore                              | Victoria Atkins            | 17 441                  | 37,52                   |
|                            | Reform UK                                 | Sean Matthews              | 11 935                  | 25,68                   |
|                            | Laburista                                 | Jonathan Slater            | 10 475                  | 22,54                   |
|                            | Verdi                                     | Robert Watson              | 2 504                   | 5,39                    |
|                            | Lib Dem                                   | Ross Pepper                | 2 364                   | 5,09                    |
|                            | Indipendente                              | Paul Hugill                | 1 359                   | 2,92                    |
|                            | Monster Raving Loony                      | Iconic Arty-Pole           | 309                     | 0,66                    |
|                            | Social Democratico                        | Marcus Moorehouse          | 92                      | 0,20                    |
|                            |                                           |                            |                         |                         |
| Iscritti                   | Iscritti                                  | Iscritti                   | 76 882                  | 100,00                  |
| ↳ Votanti (% su iscritti)  | ↳ Votanti (% su iscritti)                 | ↳ Votanti (% su iscritti)  | 46 479                  | 60,45                   |
| ↳ Astenuti (% su iscritti) | ↳ Astenuti (% su iscritti)                | ↳ Astenuti (% su iscritti) | 30 403                  | 39,55                   |
|                            |                                           |                            |                         |                         |
|                            | Esito: collegio confermato a Conservatore |                            |                         |                         |

### Elezioni negli anni 2010
| Partito                    | Partito                                   | Candidato                  | Risultati 12 dicembre 2019 | Risultati 12 dicembre 2019 |
| Partito                    | Partito                                   | Candidato                  | Voti                       | %                          |
| -------------------------- | ----------------------------------------- | -------------------------- | -------------------------- | -------------------------- |
|                            | Conservatore                              | Victoria Atkins            | 38 021                     | 72,65                      |
|                            | Laburista                                 | Ellie Green                | 9 153                      | 17,49                      |
|                            | Lib Dem                                   | Ross Pepper                | 4 114                      | 7,86                       |
|                            | Monster Raving Loony                      | The Iconic Arty Pole       | 1 044                      | 1,99                       |
|                            |                                           |                            |                            |                            |
| Iscritti                   | Iscritti                                  | Iscritti                   | 79 648                     | 100,00                     |
| ↳ Votanti (% su iscritti)  | ↳ Votanti (% su iscritti)                 | ↳ Votanti (% su iscritti)  | 52 332                     | 65,70                      |
| ↳ Astenuti (% su iscritti) | ↳ Astenuti (% su iscritti)                | ↳ Astenuti (% su iscritti) | 27 316                     | 34,30                      |
|                            |                                           |                            |                            |                            |
|                            | Esito: collegio confermato a Conservatore |                            |                            |                            |

| Partito                    | Partito                                   | Candidato                  | Risultati 8 giugno 2017 | Risultati 8 giugno 2017 |
| Partito                    | Partito                                   | Candidato                  | Voti                    | %                       |
| -------------------------- | ----------------------------------------- | -------------------------- | ----------------------- | ----------------------- |
|                            | Conservatore                              | Victoria Atkins            | 33 733                  | 63,92                   |
|                            | Laburista                                 | Julie Speed                | 14 092                  | 26,70                   |
|                            | UKIP                                      | Jonathan Noble             | 2 460                   | 4,66                    |
|                            | Lib Dem                                   | Lisa Gabriel               | 1 990                   | 3,77                    |
|                            | Monster Raving Loony                      | The Iconic Arty Pole       | 496                     | 0,94                    |
|                            |                                           |                            |                         |                         |
| Iscritti                   | Iscritti                                  | Iscritti                   | 76 258                  | 100,00                  |
| ↳ Votanti (% su iscritti)  | ↳ Votanti (% su iscritti)                 | ↳ Votanti (% su iscritti)  | 52 771                  | 69,20                   |
| ↳ Astenuti (% su iscritti) | ↳ Astenuti (% su iscritti)                | ↳ Astenuti (% su iscritti) | 23 487                  | 30,80                   |
|                            |                                           |                            |                         |                         |
|                            | Esito: collegio confermato a Conservatore |                            |                         |                         |

| Partito                    | Partito                                   | Candidato                  | Risultati 7 maggio 2015 | Risultati 7 maggio 2015 |
| Partito                    | Partito                                   | Candidato                  | Voti                    | %                       |
| -------------------------- | ----------------------------------------- | -------------------------- | ----------------------- | ----------------------- |
|                            | Conservatore                              | Victoria Atkins            | 25 755                  | 51,17                   |
|                            | UKIP                                      | Colin Mair                 | 10 778                  | 21,41                   |
|                            | Laburista                                 | Matthew Brown              | 9 077                   | 18,03                   |
|                            | Lib Dem                                   | Lisa Gabriel               | 2 255                   | 4,48                    |
|                            | Verdi                                     | Romy Rayner                | 1 549                   | 3,08                    |
|                            | Lincolnshire Independent                  | Daniel Simpson             | 659                     | 1,31                    |
|                            | Monster Raving Loony                      | Peter Hill                 | 263                     | 0,52                    |
|                            |                                           |                            |                         |                         |
| Iscritti                   | Iscritti                                  | Iscritti                   | 74 871                  | 100,00                  |
| ↳ Votanti (% su iscritti)  | ↳ Votanti (% su iscritti)                 | ↳ Votanti (% su iscritti)  | 50 336                  | 67,23                   |
| ↳ Astenuti (% su iscritti) | ↳ Astenuti (% su iscritti)                | ↳ Astenuti (% su iscritti) | 24 535                  | 32,77                   |
|                            |                                           |                            |                         |                         |
|                            | Esito: collegio confermato a Conservatore |                            |                         |                         |

| Partito                    | Partito                                   | Candidato                  | Risultati 6 maggio 2010 | Risultati 6 maggio 2010 |
| Partito                    | Partito                                   | Candidato                  | Voti                    | %                       |
| -------------------------- | ----------------------------------------- | -------------------------- | ----------------------- | ----------------------- |
|                            | Conservatore                              | Peter Tapsell              | 25 065                  | 49,64                   |
|                            | Lib Dem                                   | Fiona Martin               | 11 194                  | 22,17                   |
|                            | Laburista                                 | Patrick Mountain           | 8 760                   | 17,35                   |
|                            | BNP                                       | Julia Green                | 2 199                   | 4,35                    |
|                            | UKIP                                      | Pat Nurse                  | 2 183                   | 4,32                    |
|                            | Lincolnshire Independent                  | Daniel Simpson             | 576                     | 1,14                    |
|                            | Democratici                               | Colin Mair                 | 517                     | 1,02                    |
|                            |                                           |                            |                         |                         |
| Iscritti                   | Iscritti                                  | Iscritti                   | 77 683                  | 100,00                  |
| ↳ Votanti (% su iscritti)  | ↳ Votanti (% su iscritti)                 | ↳ Votanti (% su iscritti)  | 50 494                  | 65,00                   |
| ↳ Astenuti (% su iscritti) | ↳ Astenuti (% su iscritti)                | ↳ Astenuti (% su iscritti) | 27 189                  | 35,00                   |
|                            |                                           |                            |                         |                         |
|                            | Esito: collegio confermato a Conservatore |                            |                         |                         |

### Elezioni negli anni 2000
| Partito                    | Partito                                   | Candidato                  | Risultati 5 maggio 2005 | Risultati 5 maggio 2005 |
| Partito                    | Partito                                   | Candidato                  | Voti                    | %                       |
| -------------------------- | ----------------------------------------- | -------------------------- | ----------------------- | ----------------------- |
|                            | Conservatore                              | Peter Tapsell              | 21 744                  | 46,58                   |
|                            | Laburista                                 | Frank Hodgkiss             | 11 848                  | 25,38                   |
|                            | Lib Dem                                   | Fiona Martin               | 9 480                   | 20,31                   |
|                            | UKIP                                      | Christopher Pain           | 3 611                   | 7,74                    |
|                            |                                           |                            |                         |                         |
| Iscritti                   | Iscritti                                  | Iscritti                   | 75 295                  | 100,00                  |
| ↳ Votanti (% su iscritti)  | ↳ Votanti (% su iscritti)                 | ↳ Votanti (% su iscritti)  | 46 683                  | 62,00                   |
| ↳ Astenuti (% su iscritti) | ↳ Astenuti (% su iscritti)                | ↳ Astenuti (% su iscritti) | 28 612                  | 38,00                   |
|                            |                                           |                            |                         |                         |
|                            | Esito: collegio confermato a Conservatore |                            |                         |                         |

| Partito                    | Partito                                   | Candidato                  | Risultati 7 giugno 2001 | Risultati 7 giugno 2001 |
| Partito                    | Partito                                   | Candidato                  | Voti                    | %                       |
| -------------------------- | ----------------------------------------- | -------------------------- | ----------------------- | ----------------------- |
|                            | Conservatore                              | Peter Tapsell              | 21 543                  | 48,45                   |
|                            | Laburista                                 | David Bolland              | 13 989                  | 31,46                   |
|                            | Lib Dem                                   | Fiona Martin               | 8 928                   | 20,08                   |
|                            |                                           |                            |                         |                         |
| Iscritti                   | Iscritti                                  | Iscritti                   | 71 594                  | 100,00                  |
| ↳ Votanti (% su iscritti)  | ↳ Votanti (% su iscritti)                 | ↳ Votanti (% su iscritti)  | 44 460                  | 62,10                   |
| ↳ Astenuti (% su iscritti) | ↳ Astenuti (% su iscritti)                | ↳ Astenuti (% su iscritti) | 27 134                  | 37,90                   |
|                            |                                           |                            |                         |                         |
|                            | Esito: collegio confermato a Conservatore |                            |                         |                         |

## Risultati dei referendum

### Referendum sulla permanenza del Regno Unito nell'Unione europea del 2016
|             | Collegio             | Lasciare UE % | Rimanere in UE % |
| ----------- | -------------------- | ------------- | ---------------- |
|             | Louth and Horncastle | 69,4%         | 30,6%            |
| Inghilterra | 53,3%                | 46,7%         |                  |
| Regno Unito | 51,9%                | 48,1%         |                  |